# شورای عالی سیاست‌گذاری اصلاح‌طلبان
متن کوچک

نشان‌واره

شورای عالی سیاست گذاری اصلاح طلبان یا شعسا شورایی  که از افراد و تشکلات جریان اصلاح طلبان تشکیل شده بود. شورای‌عالی سیاست‌گذاری اصلاح‌طلبان در دو انتخابات مجلس دهم در اسفند ۱۳۹۴ و انتخابات ریاست‌جمهوری ۱۳۹۶ موفق بود و احزاب و تشکل‌های اصلاح‌طلب را بر روی یک فهرست و یک کاندیدای اجماع متفق کرد. محمدرضا عارف ریاست این شورا را بر عهده داشت.
حزب اعتدال و توسعه در سال ۱۳۹۶ برای انتخابات ریاست جمهوری به این شورا پیوست.
این شورا، برای انتخابات مجلس یازدهم فهرستی را منتشر نکرد و با استعفای عارف و موسوی لاری ریاست آن به آقای د‌کتر احمدرضاحکیم زاده رسید. برای انتخابات ریاست‌جمهوری ۱۴۰۰ اصلاح‌طلبان دست به ایجاد یک شورای مشابه به نام جبهه اصلاحات ایران زدند.

## اعضا
- 1. محمدرضا عارف (رئیس)[۶][۷][۸]
  2. عبدالواحد موسوی لاری (معاون)
  3. محمود صادقی (معاون سابق به عنوان رئیس شورای هماهنگی)
  4. الهام فخاری (سخنگو و مسئول روابط‌عمومی)[۹][۱۰][۱۱][۱۲]
  5. الهه کولایی (دبیر)
  6. محمدعلی مشفق (دبیر)[۱۳][۱۱]
  7. مصطفی معین (حقیقی)
  8. محمد سلامتی (حقیقی)
  9. محسن مهرعلیزاده (حقیقی)
  10. سید حسین مرعشی (حقیقی)
  11. ابوالقاسم سرحدی‌زاده (حقیقی)
  12. مرتضی حاجی (حقیقی)
  13. جعفر توفیقی (حقیقی)
  14. رضا علوی تهرانی (حقیقی)
  15. مهدی نجاتی بیرانوند  (حقیقی)
  16. مرتضی مبلغ (حقیقی)
  17. سیدمحمود میرلوحی (حقیقی)
  18. احمد صادق بناب (حقیقی)
  19. محسن رهامی (حقیقی)
  20. سید حسن الحسینی (حقیقی)
  21. نسرین رجایی ( مجمع زنان اصلاح طلب)
  22. یداله طاهرنژاد (کارگزاران)
  23. غلامرضا انصاری (اتحاد ملت)
  24. محمد نعیمی‌پور (اتحاد ملت)
  25. علی محمد حاضری (انجمن اسلامی مدرسین)
  26. احمد رهسپار  (انجمن  پژوهشگران  سیاسی)
  27. حسین کمالی (حزب اسلامی کار)
  28.  نسرین صفری راد ( مجمع زنان اصلاح طلب ) فوت شده
  29. افشین حبیب‌زاده (خانه کارگر)
  30. ژاله فرامرزیان (انجمن روزنامه‌نگاران زن)
  31. فاطمه راکعی (جمعیت زنان نواندیش)
  32. آذر منصوری (جمعیت زنان نواندیش)
  33. محمد قلاوند) (انجمن  پژوهشگران  سیاسی)
  34. زهرا صدراعظم نوری (مجمع زنان اصلاح‌طلب)
  35. پریسا علوی تبار (انجمن پژوهشگران سیاسی
  36. محسن ترکاشوند (مجمع ایثارگران اصلاح‌طلب)
  37. مینا گودرزی(انجمن پژوهشگران سیاسی)
  38.  فرج کمیجانی (مجمع فرهنگیان)
  39.  محمد خون‌چمن (حزب جوانان)
  40. کریم دهقان (انجمن پژوهشگران سیاسی)
  41. محمدجواد حقشناس (جبهه اصلاح‌طلبان ایران)
  42. اسماعیل گرامی مقدم (اعتماد ملی)
  43. سیدعبدالرزاق موسوی (انجمن اسلامی معلمان)
  44. مجیانجمن اسلامی مدرسیند فراهانی (ندای ایرانیان)
  45. عزت‌الله تقواییان (مجمع دانش‌آموختگان)
  46. محمد سالاری (همبستگی)
  47. احمد حکیمی‌پور (اراده ملت)
  48. مهدی منتظرقائم (مجمع مدرسین ومحققی)
  49. اسدالله عابدی (مجمع نمایندگان ادوار)
  50. مصطفی کواکبیان (مردمسالاری)
  51. هادی غفاری (مجمع نیروهای خط امام)
  52. محمدرضا تابش (فراکسیون امید)
  53. عبدالکریم حسین‌زاده (فراکسیون امید)
  54. سیده حمیده زرآبادی (فراکسیون امید)
  55. علیرضا گودرزی (انجمن اسلامی مدرسین)

دبیرخانه شورای عالی سیاستگذاری اصلاح طلبان ایران رجعت عارفانه و درگذشت ناگهانی حقوقدان برجسته کانون وکلای مرکز در قوه قضاییه زنده‌ یاد دکتر نسرین صفری راد عضو مجمع زنان اصلاح طلب را تسلیت عرض مینماید